# 아이돌 스테이션
《아이돌 스테이션》은 대한민국의 방송국인 문화방송의 라디오 채널 MBC 표준FM에서 평일 새벽 2시부터 새벽 3시까지 방송된 라디오 프로그램이다. 문자번호는 #8001이다. 2023년 11월 17일 자로 3년 만에 폐지되었다.

## 역대 방송시간
| 방송 채널  | 방송 기간                          | 방송 시간                 |
| ---------- | ---------------------------------- | ------------------------- |
| MBC 표준FM | 2020년 8월 23일 ~ 2020년 11월 15일 | 매일 밤 12:00 ~ 새벽 1:00 |
| MBC 표준FM | 2020년 11월 16일 ~ 2021년 8월 8일  | 매일 새벽 2:00 ~ 3:00     |
| MBC 표준FM | 2021년 8월 9일 ~ 2023년 11월 20일  | 평일 새벽 2:00 ~ 3:00     |

## 역대 DJ
- 1대 : 장승민 PD 2020년 8월 23일 ~ 2020년 11월 15일
- 2대 : 김수지 아나운서 2020년 11월 16일 ~ 2023년 11월 20일

## 매일 코너
- 내 가수의 노래를 부탁해

## 정파
- 매달 첫째주 월요일 새벽(일요일에서 월요일로 넘어가는 새벽)에는 MBC 표준FM의 정파로 인해 방송되지 않는다.